# 緬甸方面軍
緬甸方面軍（ビルマほうめんぐん）は、大日本帝国陸軍の方面軍の一つ。
南方軍隷下でその名の通りビルマ方面の作戦・防衛を担当した。ビルマ・モールメンで終戦を迎えた。

## ビルマ方面軍概要
- 通称号：森
- 編成時期：1943年（昭和18年）3月27日
- 最終位置：ビルマ・モールメン
- 上級部隊：南方軍

## ビルマ方面軍の人事

### 司令官
- 河辺正三 中将：1943年3月18日 -
- 木村兵太郎 中将：1944年8月30日 -
- （代）本多政材 中将：1946年4月19日 - 1947年8月23日

### 参謀長
- 中永太郎 少将：1943年3月18日 - 1944年9月22日
- 田中新一 中将：1944年9月27日 -
- 四手井綱正 中将：1945年5月23日 -
- 欠員：1945年7月29日 -

### 参謀副長
- 磯村武亮 少将：1943年3月18日 -
- 一田次郎 少将：1944年3月22日 -

### 高級参謀
- 片倉衷 大佐：1943年3月18日 -
- 青木一枝 大佐：1944年）4月8日 - 1945年6月8日
- 芦川春雄 大佐：1945年7月13日 -

## 最終所属部隊
- 第28軍
  - 第54師団
- 第33軍
  - 第18師団

- 第31師団
- 第33師団
- 第49師団
- 第53師団
- 独立混成第24旅団
- 独立混成第72旅団
- 独立混成第105旅団：松井秀治少将[1]

## 文献
- 秦郁彦編『日本陸海軍総合事典』第2版、東京大学出版会、2005年。
- 外山操・森松俊夫編著『帝国陸軍編制総覧』芙蓉書房出版、1987年。
- 福川秀樹 編著『日本陸軍将官辞典』芙蓉書房出版、2001年。ISBN 4829502738。